# Captain Beefheart
Don Glen Vliet (később Don Van Vliet) (Glendale, Kalifornia, 1941. január 15. – Arcata, Kalifornia, 2010. december 17.) több művésznéven szereplő zenész, szövegíró és zeneszerző volt. Leggyakrabban a Captain Beefheart nevet használta, ami már legelső fellépésén is megvolt, majd zenekarának neve is innen eredt. A Magic Band az ő személye körül forgott, a zenészek jöttek-mentek körülötte. Van Vliet a Magic Bandben – saját megfogalmazása szerint – diktatórikus módszereket alkalmazott. Több hangszeren játszott, de többnyire énekelt és harmonikázott, a szaxofont és a billentyűs hangszereket ritkán szólaltatta meg. E ritka pillanatokban azonban érdekes dolgokat művelt hangszereivel, az első Magic Band lemez (Safe as Milk) „Plastic Factory” című számában például a hápogóra (wah-wah-pedál, torzító) kötötte a szájharmonikát.
Zenei stílusa blues és rock gyökerekkel rendelkezik, de erősen hallható benne a jazz és a pszichedelikus zenék hatása, mindezt avantgard, sőt absztrakt elemekkel ötvözve alakult ki jellegzetes hangzásvilága.
1982-től nem zenélt, csak a festészetnek élt, aminek gyakori jelzője a neoprimitív, közelebbről expresszív elemekkel dúsított absztrakció.

## Élete
Alonzo Glet Vliet benzinkút-tulajdonos gyermeke, aki Kansas államból költözött Californiába, eredetileg holland származású.
A Barry Miles-féle Zappa-életrajz szerint már tizenéves korában ismerte egymást Frank Zappa és Don. A Captain Beefheart művésznév az együtt létrehozott paródia egyik szereplőjének neve. Vliet egy 1970-es Rolling Stone interjúban azt állította, hogy a nevet Zappa találta ki. Egy későbbi Letterman-showban viszont sajátjának mondta az ötletet.
Az Antelope Walley Junior College művészeti iskola tanulója volt, majd egy év után otthagyta, és zeneparódiákkal haknizott. 1965-ben megismerkedett Alex Snouffer rhythm and blues gitárossal, ők ketten alapították a Magic Band első verzióját.

## Magic Band
Első felállás:
- Don Van Vliet (ekkortól lett a Glen helyett Van);
- Alex St.Claire (Alex Snouffer, gitár);
- Doug Moon (gitár);
- Jerry Handley (basszusgitár);
- Vic Mortenson (dob).

A dobos poszton hamarosan Paul Blakely váltotta Mortensont, és még ebben az évben Blakelyt John French. 1966-ban már két kislemezt is kiadtak az A & M kiadónál. Még ez év végén az első lemez anyagát (Safe as Milk) is benyújtották a kiadónak, azonban elutasították, mivel túl avantgardnak és negatívnak tartották.
1967 tavaszán a Safe as Milk anyagát újra felvették Ry Cooder gitáros (aki minden idők 100 legjobb gitárosa között az igen előkelő 8. hellyel büszkélkedhet) közreműködésével. Az anyagot végül 1967 szeptemberében a Buddah Records adta ki.
1967 augusztusában már a második album felvételeit kezdték el Jeff Cotton közreműködésével. Ez a lemez ugyan stúdiófelvétel, de élőben vették fel, egy nekifutással. 1969-ben - párhuzamosan a Magic Band működésével - Vliet egy dal erejéig Zappa oldalán is feltűnt (a Hot Rats albumon).

## Diszkográfia
Captain Beefheart 1967 és 1982 között 12 stúdióalbumon, 3 koncertlemezen, 7 válogatáson és 9 kislemezen hallható, nem számítva különböző extrakiadásokat, élő- és stúdióválogatásokat.

### Stúdiólemezek
| Kiadás éve | Cím                            | Megjegyzés                                                | Magic Band tagok                                                                                          | Listák | Listák |
| Kiadás éve | Cím                            | Megjegyzés                                                | Magic Band tagok                                                                                          | US     | UK     |
| ---------- | ------------------------------ | --------------------------------------------------------- | --- | ------ | ------ |
| 1967       | Safe as Milk                   | - Kiadás 1967. szeptember - Kiadó: Buddah (US) / Pye (UK) | - John Dumbo French - Ry Cooder - Alex St. Claire - Jerry Handley                                         | —      | —      |
| 1968       | Strictly Personal              | - 1968. október - Kiadó: Blue Thumb (US) / Liberty (UK)   | - John French - Alex St. Claire - Jeff Cotton - Jerry Handley                                             | —      | —      |
| 1969       | Trout Mask Replica             | - 1969. június 16. - Kiadó: Straight                      | - John French - Jeff Cotton - Bill Harkleroad - Mark Boston - Victor Hayden                               | —      | 21     |
| 1970       | Lick My Decals Off, Baby       | - 1970. december - Kiadó: Straight                        | - John French - Bill Harkleroad - Mark Boston - Art Tripp                                                 | —      | 20     |
| 1971       | Mirror Man                     | - 1971. május - Kiadó: Buddah                             | - John French - Alex St. Claire - Jeff Cotton - Jerry Handley                                             | —      | —      |
| 1972       | The Spotlight Kid              | - 1972. január - Kiadó: Reprise                           | - John French - Bill Harkleroad - Mark Boston - Art Tripp - Elliot Ingber                                 | 131    | —      |
| 1973       | Clear Spot                     | - 1973. január - Kiadó: Reprise                           | - Bill Harkleroad - Mark Boston - Art Tripp - Roy Estrada                                                 | 191    | —      |
| 1974       | Unconditionally Guaranteed     | - 1974. április - Kiadó: Mercury (US) / Virgin (UK)       | - Bill Harkleroad - Mark Boston - Alex St. Claire - Mark Marcellino - Art Tripp                           | 192    | —      |
| 1974       | Bluejeans & Moonbeams          | - 1974. november - Kiadó: Mercury (US) / Virgin (UK)      | - Ira Ingber - Gene Pello - Mark Gibbons - Michael Smotherman - Jimmy Caravan - Ty Grimes - Dean Smith    | —      | —      |
| 1978       | Shiny Beast (Bat Chain Puller) | - 1978. január - Kiadó: Warner (US) / Virgin (UK)         | - Jeff Moris Tepper - Bruce Lambourne Fowler - Eric Drew Feldman - Richard Redus - Robert Arthur Williams | —      | —      |
| 1980       | Doc at the Radar Station       | - 1980. augusztus - Kiadó: Virgin                         | - John French - Jeff Moris Tepper - Eric Drew Feldman - Bruce Lambourne Fowler - Robert Arthur Williams   | —      | —      |
| 1982       | Ice Cream for Crow             | - 1982. szeptember - Kiadó: Virgin                        | - Jeff Moris Tepper - Gary Lucas - Richard Snyder - Cliff R. Martinez                                     | —      | —      |
| 1984       | The Legendary A&M Sessions     | - 1984. október - Kiadó: A&M - EP                         | - Doug Moon - Alex St. Claire - Paul Blakely - Jerry Handley                                              | —      | —      |

### Koncertalbumok
- London 1974 (1994)
- I'm Going to Do What I Wanna Do: Live at My Father's Place 1978 (2000)
- Live London '74 (2006)

### Válogatások
- The Spotlight Kid/Clear Spot (1972)
- The Spotlight Kid/Lick My Decals Off, Baby" (1973)
- Captain Beefheart File (1977)
- Music in Sea Minor (1983)
- Top Secret (1984)
- Safe as Milk/Mirror Man (1988)
- The Best Beefheart (1989)
- At His Best (1992)
- I May Be Hungry but I Sure Ain't Weird: The Alternative Captain Beefheart (1993)
- A Carrot Is As Close As A Rabbit Gets To A Diamond (1998)
- Electricity (1998)
- Zig Zag Wanderer (1998)
- Grow Fins: Rarities 1965–1982 (1999)
- The Dust Blows Forward (1999)
- The Mirror Man Sessions (1999)
- The Dust Blows Forward: An Anthology (1999)
- Grow Fins, Vol. 2: Trout Mask House Sessions (1999)
- Merseytrout: Live in Liverpool 1980 (2000)
- I'm Going to Do What I Wanna Do: Live at My Father's Place 1978 (2000)
- The Best of Captain Beefheart (2002)
- The Buddah Years (2006)

### Kislemezek
- "Diddy Wah Diddy" / "Who Do You Think You're Fooling" (1966)
- "Moonchild" / "Frying Pan" (1966)
- "Yellow Brick Road" / "Abba Zaba" (1967)
- "Pachuco Cadaver" / "Wild Life" (France only) (1970)
- "Click Clack" / "I'm Gonna Booglarize You, Baby" (1972)
- "Too Much Time" / "Clear Spot" (1973)
- "Upon the My-O-My" / "Magic Be" (UK) (1974)
- "Sure 'Nuff 'n Yes I Do" / "Electricity" (1978)
- "Ice Cream for Crow" / "Tropical Hot Dog Night" / Run Paint Run Run" / "Light Reflected off the Oceands of the Moon" (1982)

## Egyéb közreműködések

### Frank Zappával
- Hot Rats (1969)
- Bongo Fury (1975) US #66
- Zoot Allures (1975)
- One Size Fits All (1975)
- The Lost Episodes (1996)
- Mystery Disc (1998)
- Cheap Thrills (1998) [The Torture Never Stops (Original Version)]

### Más zenekarokban
- The Tubes, Now (1977)
- Jack Nitzsche, "Hard Workin' Man", from the film score for Blue Collar (1978)
- Gary Lucas, Improve the Shining Hour (2000)
- Moris Tepper, Moth to Mouth (2000)

## Film
- "Some Yo Yo Stuff: An observation of the observations of Don Van Vliet (Anton Corbijn, 1993)